# سمر (مغنية)
سمر (1 يوليو 1981 ، مغنية وطبيبة إماراتية.

## حياتها ومشوارها الفني
ولدت في القاهرة عام ١٩٨١ لأسرة مكونة من ثلاثة أشقاء من أم مصرية الأصل وأب إماراتي
هند (موظفة بنك)، ندى (بكالريوس شريعة وقانون)، مايد (ضابط في شرطه دبي)، حصلت على بكالوريوس في الطب بعد تخرجها من كلية دبي الطبيةثم اكملت دراستها العليا بجمهورية ايرلندا كإخصائي باطنية وأمراض معدية وايدز ومن ثم الماجستير في المملكة المتحدة في التدقيق على الأخطاء الطبية عملت بعدها كطبيبة في أحد مستشفيات دبي ولازالت تعمل في هيئة الصحة بدبي، بدأت مسيرتها الفنية عام 1996 من خلال مشاركتها في (دبي معكم على الهواء) عبر اذاعة دبي اف ام
شاركت بعدها في مهرجان القاهرة الدولي حيث حصلت عالمركز الثامن عن فئة المطربين الشباب وتم اعتمادها من خلال اتحاد الإذاعة والتلفزيون المصري بعدها عادت إلى الإمارات وتعاقدت مع وكالة دبي الفنية بعقد استمر لمدة قصيرة بعدها انضمت شركة روتانا لإنتاج خمس ألبومات من عام ٢٠٠٠ حتى ٢٠٠٩، انطلقت مسيرتها الفنية الفعلية في الكويت من خلال مشاركتها في مهرجان هلا فبراير.
قدمت العديد من الألبومات التي تحمل اسمها بالإضافة إلى الأغاني الفردية والأوبريتات والأعمال الوطنية وتعاونت مع العديد من الفنانين العرب أمثال سمو الشيخ محمد بن راشد آل مكتوم في أوبريت كأس دبي العالمي لسباق الخيول و الفنان عبدالله الرويشدوحمود ناصروبشار الشطيوتامر حسني وعبدالله القعود ومحمد رحيم
، عام 2003 نشب خلاف بينها وبين شيرين عبد الوهاب على حقوق ملكية أغنية «أنا في الغرام» التي غنتها شيرين قبلها واصفة بأنها صاحبة الأغنية لا شيرين 

## حياتها الأسرية
تزوجت في الثاني من أكتوبر عام 2009 من لاعب كرة الطائرة والمنتخب الإماراتي «راشد أيوب محمد حسن بن هندي» رزقت منه بأربعة أبناء محمد٢٠١٠ وآية٢٠١٤ وحورية٢٠١٥ ويحي ٢٠١٦ ولكنها أنفصلت عنه فيما بعد في أواخر ٢٠١٧.

## الإعتزال والعودة
قررت أعتزال المجال الفني نهائياً وتفرغت لحياتها الخاصة ولمهنة الطب 
عادت مرة أخرى للوسط الفني قبل بداية عام 2018 من خلال أغنية جديدة بعنوان «أبوس الأرض» من كلمات علي العمري وألحان وتوزيع عادل إبراهيم.

## أعمالها

### الألبومات
| العام | اسم الألبوم | المنتج |
| ----- | ----------- | ------ |
| 2000  | سمر 2000    | روتانا |
| 2001  | سمر 2001    | روتانا |
| 2003  | وعد مني     | روتانا |
| 2005  | بس واحد     | روتانا |
| 2007  | سمر 2007    | روتانا |

### فيديو كليبات
| العام | الأغنية       | المنتج       | المخرج            |
| ----- | ------------- | ------------ | ----------------- |
| 2000  | عجب في الوقت  | روتانا       | يعرب بو رحمة      |
| 2000  | الله على خلي  | روتانا       | عامر الخفش        |
| 2000  | ما أبيك       | art الموسيقى | إيلي غريب         |
| 2000  | خليك كريم     | art الموسيقى | باسم كريستو       |
| 2001  | حبي وحبك      | روتانا       | عامر الخفش        |
| 2003  | أما عشقته     | روتانا       | محمد العجمي       |
| 2003  | أبكي عليك     | art الموسيقى | محمد العجمي       |
| 2005  | خبر بفلوس     | روتانا       | جابر الحربي       |
| 2005  | يعني أشوفك    | روتانا       | جميل جميل المغازي |
| 2005  | أنا في الغرام | روتانا       | جورج لابا         |

### أغاني منفردة
- (2017): غناتي
- (2018): أبوس الأرض
- (2018): عادي
- (2018): ضيعت مستقبلي
- (2019): فضيلي نفسك
- (2020): قاسين
- (2020): الدنيا ضحكتلي
- (2021): ما السبب
- (2021): غزيل فله
- (2023): خياليه
- (2024): عسى ماشر